# Jürgen Heuer

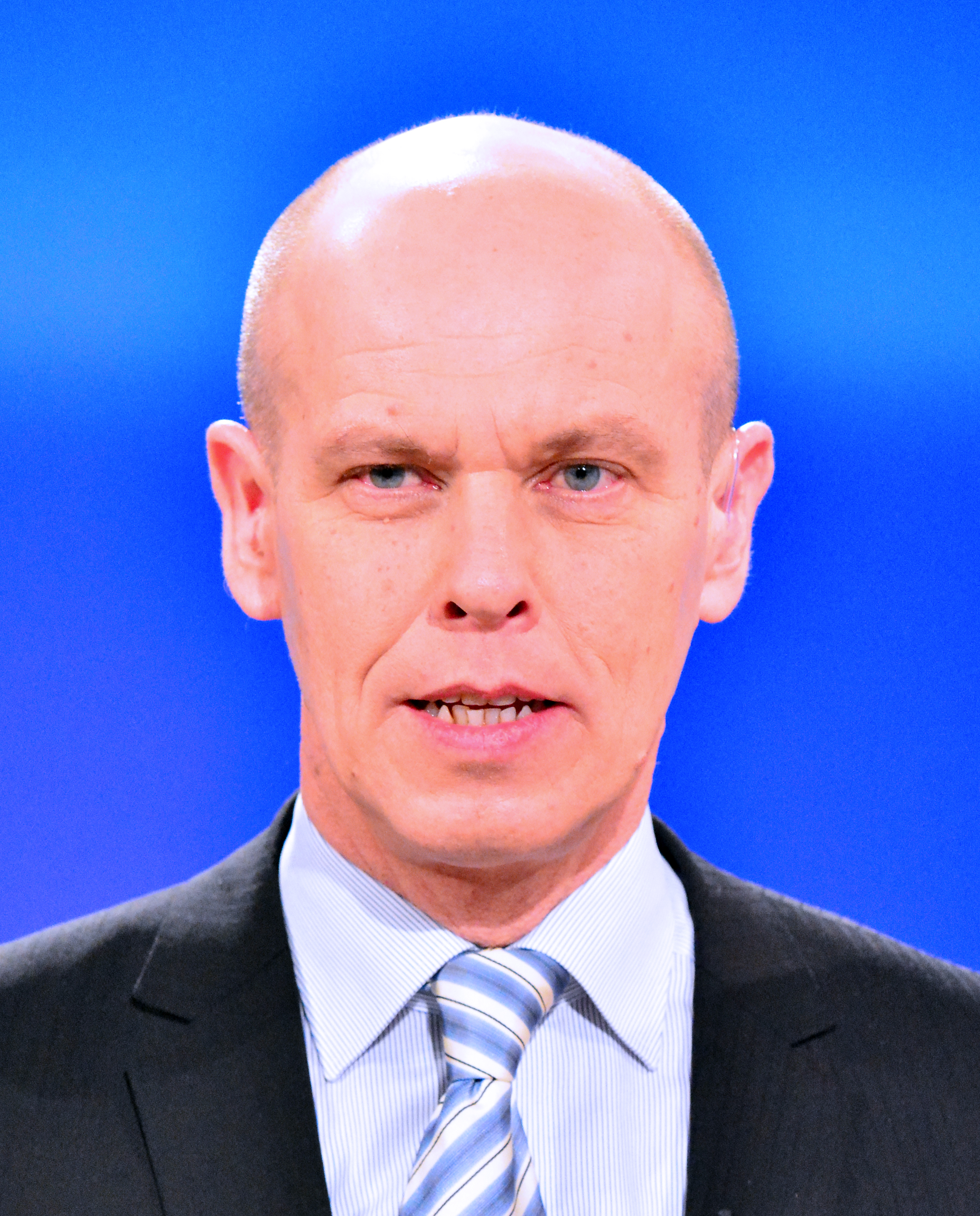
Jürgen Heuer bei der Hamburger Bürgerschaftswahl 2015

Jürgen Heuer (* 13. August 1961 in Hamburg; † 23. Februar 2018 ebenda) war ein deutscher Fernsehjournalist des Norddeutschen Rundfunks und langjähriger Vorsitzender der Landespressekonferenz Hamburg.

## Leben und Karriere
Heuer begann seine journalistische Laufbahn 1984 mit einem Volontariat beim Norddeutschen Rundfunk. Anschließend arbeitete er einige Jahre beim NDR-Hörfunk, bevor er zum NDR-Fernsehen wechselte. Heuer leitete seit 1997 das landespolitische Ressort vom Hamburg Journal und galt als Experte für Hamburger Landespolitik. Er berichtete aus den Sitzungen der sowie von den Wahlen zur Hamburgischen Bürgerschaft als auch über das politische Leben der Hansestadt.
Darüber hinaus engagierte sich Heuer ab 1996 als ehrenamtlicher Vorsitzender der Landespressekonferenz sowie im Verwaltungsrat des gemeinnützigen Senders Tide TV. Zudem gehörte er seit 2007 dem Vorstand der Stiftung der Hamburger Presse an. Er war Parteimitglied der CDU im Ortsverband Hamburg-Rahlstedt.
Heuer starb nach langer Krankheit am 23. Februar 2018 im Alter von 56 Jahren.